# Takuya Miki
Takuya Miki (japanisch 三木 拓也 Miki Takuya; * 30. April 1989 in Izumo) ist ein japanischer Rollstuhltennisspieler.

## Karriere
Miki begann im Alter von zehn Jahren mit dem Rollstuhltennis. Er konnte sowohl im Einzel als auch im Doppel die Top Ten der Weltrangliste erreichen. Bei Grand-Slam-Turnieren gelang ihm im Einzel mehrfach der Einzug in das Halbfinale. Im Doppel startete er mit verschiedenen Partnern, bevor er bei jedem der vier Turniere an der Seite von Tokito Oda in das Finale kam, aber keines davon gewinnen konnte.
Takuya Miki ist vierfacher Paralympics-Teilnehmer. 2012 schied in London im Einzel bereits in der ersten Runde aus, im Doppel stand er mit Takashi Sanada im Viertelfinale. Zusammen hatten die beiden 2016 in Rio die Chance auf eine Medaille, verloren aber im Spiel um Bronze gegen ihre Landsleute Shingo Kunieda und Satoshi Saida. Im Einzel verlor Miki im Viertelfinale gegen den Topgesetzten Stéphane Houdet. Bei den „Heimspielen“ war für ihn 2021 in Tokio in beiden Wettbewerben, im Doppel zusammen mit Daisuke Arai, bereits im Achtelfinale Schluss. Sein bisher größter Erfolg gelang ihm 2024 in Paris, als er sich mit seinem Partner Tokito Oda erst im Finale Alfie Hewett und Gordon Reid geschlagen geben musste und so die Silbermedaille gewann.

## Leistungsbilanz bei den Grand-Slam-Turnieren

### Einzel
| Turnier         | 2022 | 2023 | 2024 | 2025 | Karriere |
| --------------- | ---- | ---- | ---- | ---- | -------- |
| Australian Open | –    | HF   | 1    | 1    | HF       |
| French Open     | –    | VF   | HF   | 1    | HF       |
| Wimbledon       | –    | VF   | 1    | 1    | VF       |
| US Open         | HF   | VF   |      |      | HF       |

### Doppel
| Turnier         | 2022 | 2023 | 2024 | 2025 | Karriere |
| --------------- | ---- | ---- | ---- | ---- | -------- |
| Australian Open | –    | VF   | F    | VF   | F        |
| French Open     | VF   | VF   | F    | HF   | F        |
| Wimbledon       | –    | F    | F    | VF   | F        |
| US Open         | VF   | F    |      |      | F        |

Zeichenerklärung: S = Turniersieg; F, HF, VF, AF = Einzug ins Finale / Halbfinale / Viertelfinale / Achtelfinale; 1, 2, 3 = Ausscheiden in der 1. / 2. / 3. Hauptrunde; nicht ausgetragen